# Chelonia (genere)
Chelonia Brongniart, 1800 è un genere di tartarughe della famiglia Cheloniidae.

## Etimologia
Il nome Chelonia deriva dal termine greco antico χελώνη (khelṓnē, "tartaruga", "testuggine").

## Specie
Questo genere include un'unica specie vivente, Chelonia mydas (Linnaeus, 1758), e due specie fossili, Chelonia gwinneri (Wegner, 1917) e Chelonia oligocena Ciobanu, 1977.